# Arquidiócesis de Módena-Nonántola
La arquidiócesis de Módena-Nonántola (en latín: Archidioecesis Mutinensis-Nonantulana y en italiano: Arcidiocesi di Modena-Nonantola) es una circunscripción eclesiástica de la Iglesia católica en Italia. Se trata de una arquidiócesis latina, sede metropolitana de la provincia eclesiástica de Módena-Nonántola. Desde el 3 de junio de 2015 su arzobispo es Erio Castellucci.

## Territorio y organización

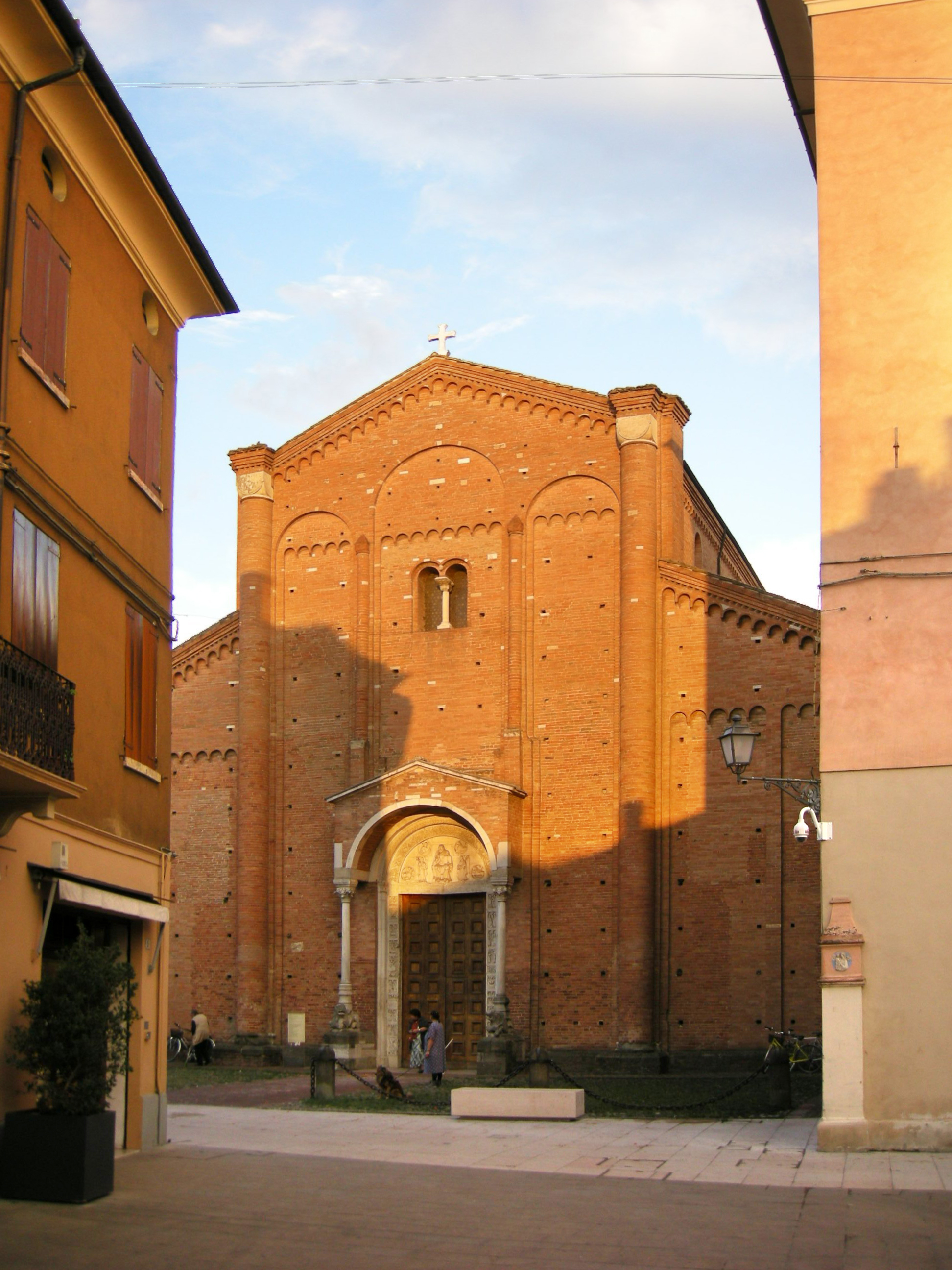
Concatedral de San Silvestre, en Nonántola

La arquidiócesis tiene 2089 km² y extiende su jurisdicción sobre los fieles católicos de rito latino residentes en parte de la región de Emilia-Romaña, comprendiendo en la provincia de Módena las comunas de: Bastiglia, Bomporto, Campogalliano, Camposanto, Castelnuovo Rangone, Castelvetro di Modena, Cavezzo, Fanano, Finale Emilia, Fiorano Modenese, Fiumalbo, Formigine, Frassinoro (en parte), Guiglia, Lama Mocogno, Maranello, Marano sul Panaro, Medolla, Módena, Montecreto, Montefiorino (en parte), Montese, Nonántola, Palagano, Pavullo nel Frignano, Pievepelago, Polinago, Prignano sulla Secchia (en parte), Ravarino, Riolunato, San Cesario sul Panaro, San Felice sul Panaro, San Prospero, Sassuolo (en parte), Savignano sul Panaro, Serramazzoni, Sestola, Soliera, Spilamberto, Vignola y Zocca.

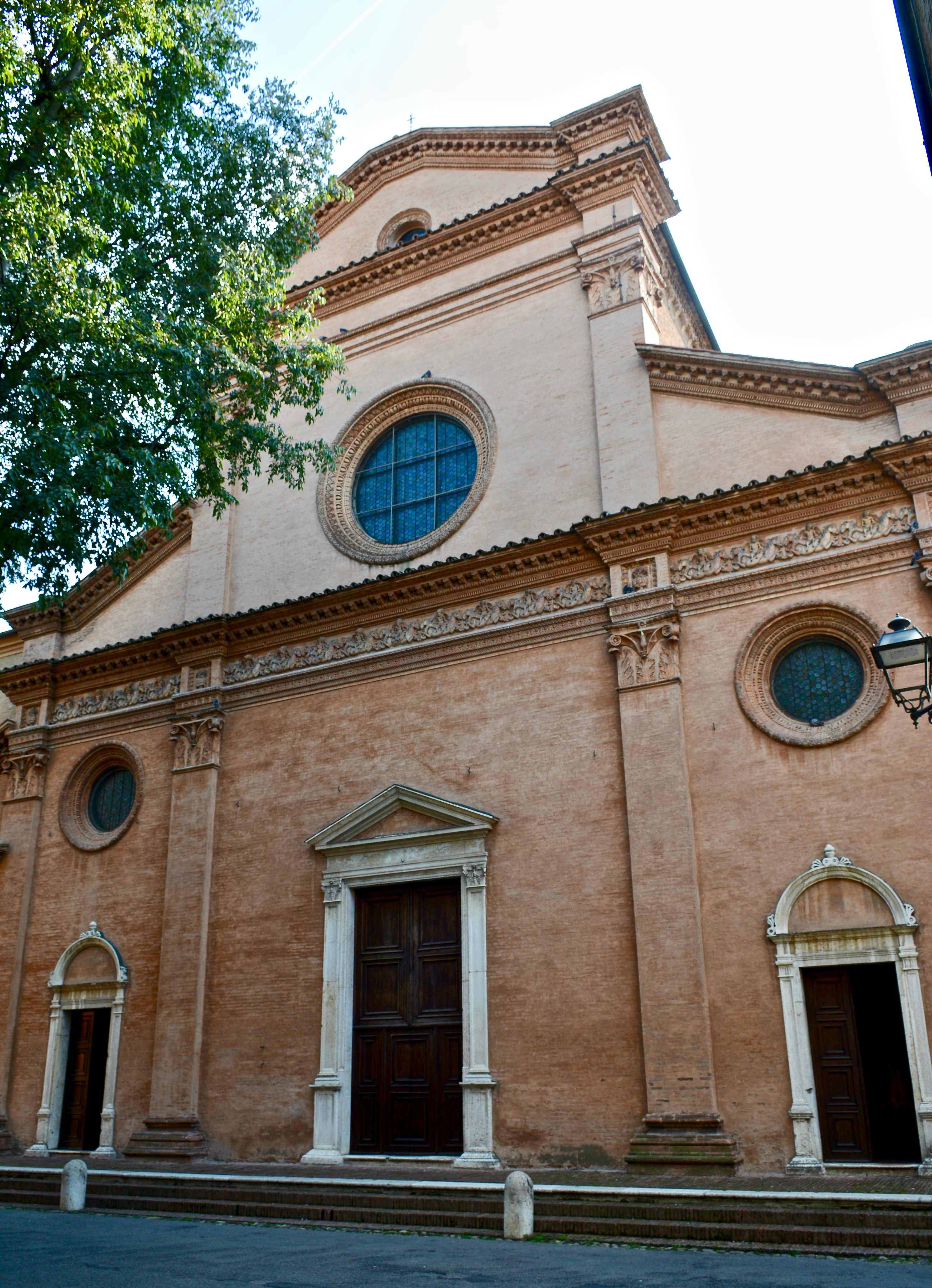
Basílica de San Pedro Apóstol, en Módena

La sede de la arquidiócesis se encuentra en la ciudad de Módena, en donde se halla la Catedral de Santa María Asunta y la basílica de San Pedro Apóstol. En Nonántola se halla la antigua abadía benedictina que hoy es la Concatedral de San Silvestre. En Fiorano Modenese se encuentra la basílica santuario de la Santísima Virgen del Castillo.

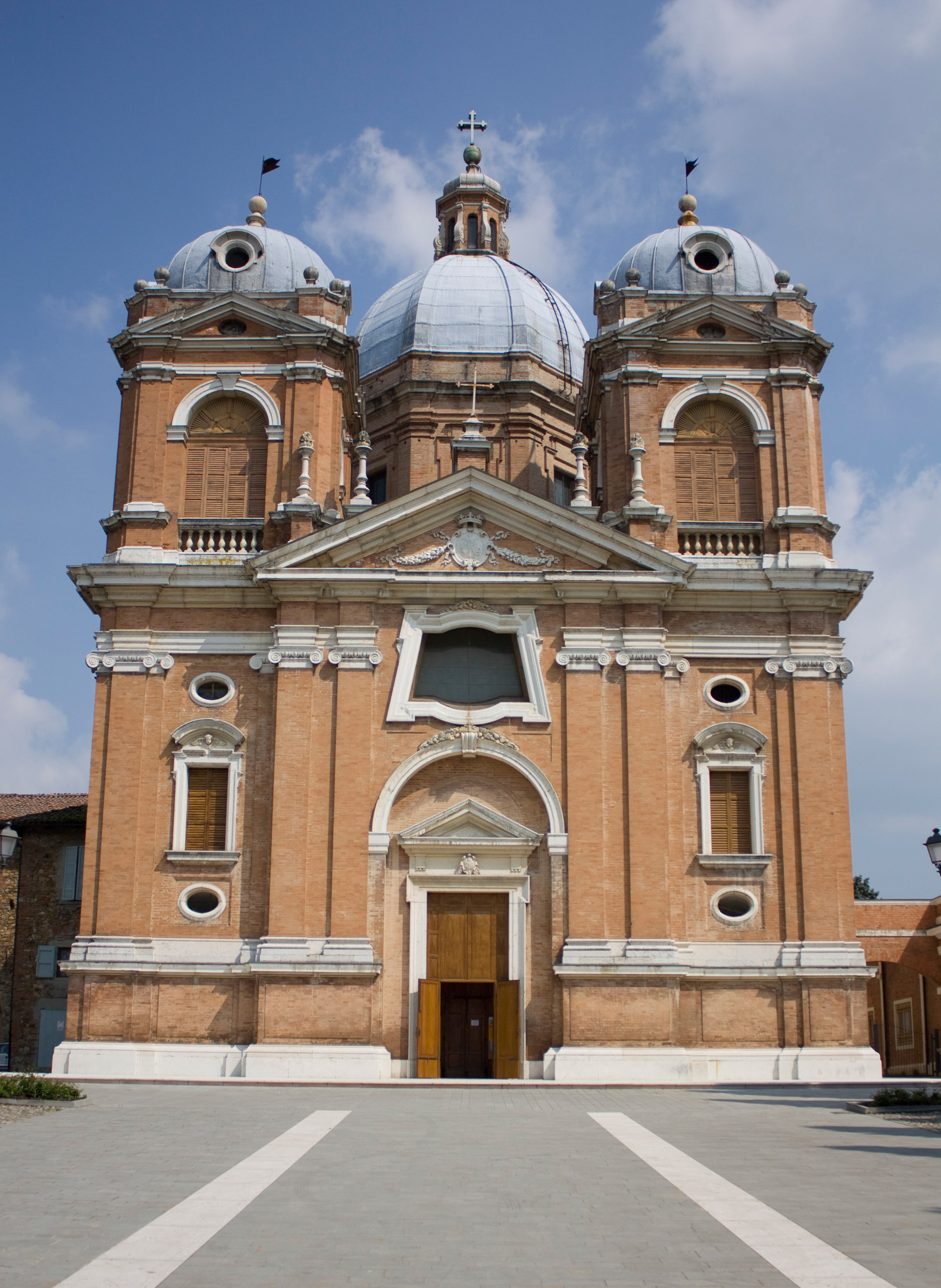
Basílica santuario de la Santísima Virgen del Castillo

La arquidiócesis tiene como sufragáneas a las diócesis de Carpi, Fidenza, Parma, Plasencia-Bobbio y Reggio Emilia-Guastalla.

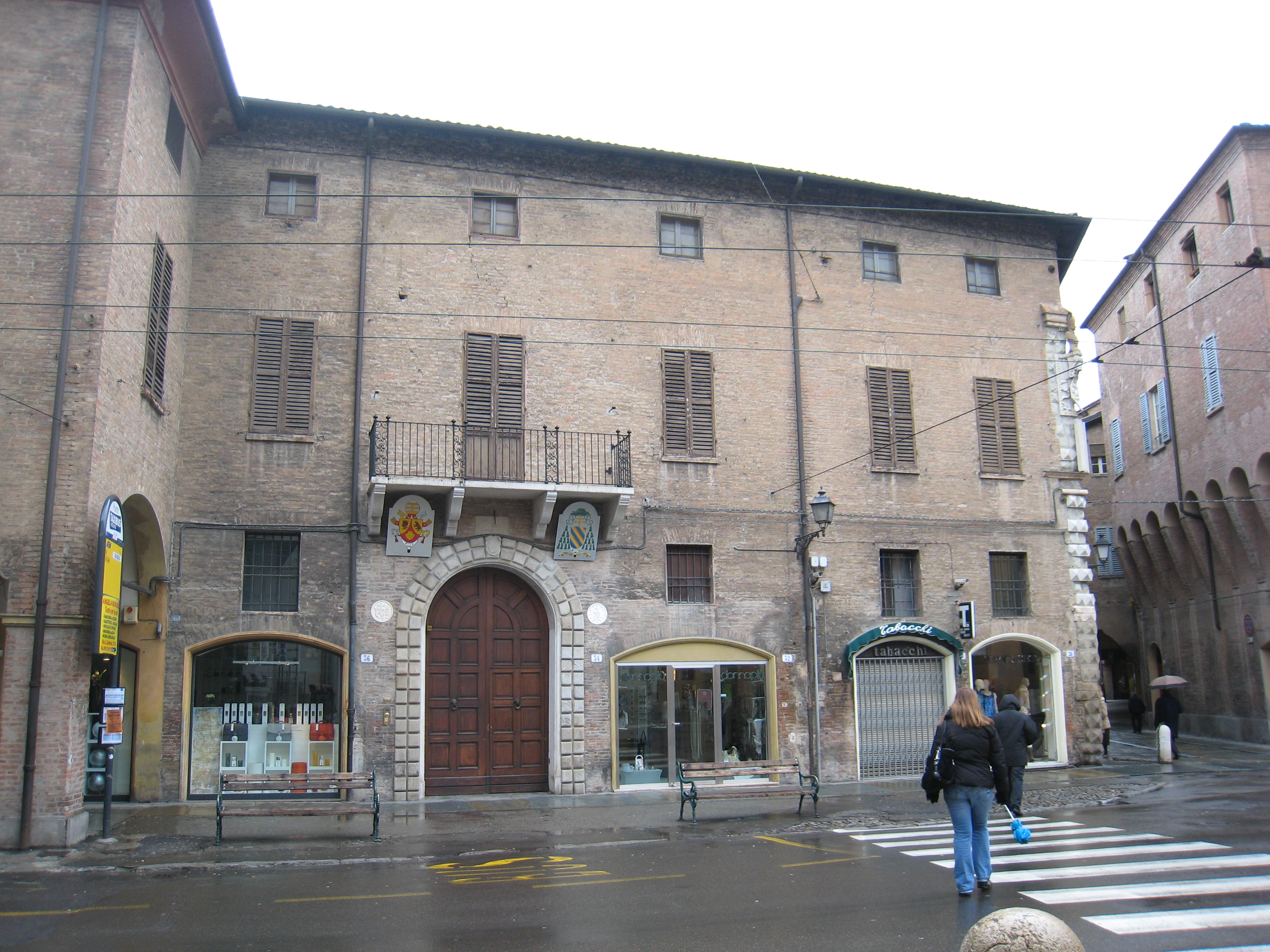
Palacio arzobispal, en Módena

En 2021 en la arquidiócesis existían 222 parroquias agrupadas en 13 vicariatos: Modena-centro storico, Crocetta-San Lazzaro, Sant'Agnese, San Faustino, Cimone, Dragone, Bassa, Campogalliano-Nonantola-Soliera, Pedemontana Est, Pedemontana Ovest, Pavullo nel Frignano, Serramazzoni y Zocca.

## Historia

### Sede de Módena
La primera mención histórica de la diócesis de Módena se remonta a mediados del siglo IV y está ligada a la figura de san Geminiano, que participó en el sínodo de Milán del año 390 presidido por san Ambrosio. De la Vida de Geminiano también se obtiene los nombres de su predecesor y sucesor en la silla modenesa: Antonino y Teodoro (Teodolo).
Originalmente sufragánea de la arquidiócesis de Milán, en el siglo V pasó a formar parte de la provincia eclesiástica de la arquidiócesis de Ravena.
En 1099 se iniciaron las obras de construcción de la nueva catedral. En 1106 estuvieron listas las estructuras principales y la iglesia fue inaugurada en presencia del papa Pascual II y la condesa Matilde de Canossa; en esta ocasión fueron trasladadas solemnemente las reliquias de san Geminiano. Las obras y decoraciones internas de la catedral fueron terminadas en 1184, año en que la iglesia fue consagrada por el papa Lucio III.
En 1134, con la muerte del obispo Dodone, todas las funciones políticas y administrativas que hasta entonces habían ejercido los obispos pasaron a la comuna.
En 1148, como castigo, Módena fue privada de su sede episcopal por el papa Eugenio III y el territorio de la diócesis fue dividido entre las diócesis vecinas. Sin embargo, no está claro si la disposición se aplicó alguna vez; en cualquier caso duró poco, ya que en 1156 Módena ya tenía su propio obispo.
En 1276 hubo graves controversias en la elección del obispo: el cabildo catedralicio se dividió en dos facciones y eligió dos obispos, uno de los cuales murió y el otro dimitió. Mientras tanto, la ciudad de Módena fue golpeada por la excomunión y el interdicto hasta 1280, cuando el papa eligió un nuevo obispo.
El rito romano fue adoptado en Módena en la primera mitad del siglo XV, durante el episcopado de Carlo Boiardo, por imposición del papa Eugenio IV.
Durante el siglo XVI Módena fue uno de los centros del protestantismo italiano, que encontró un grupo de apasionados seguidores liderados por el erudito Lodovico Castelvetro. El obispo Giovanni Gerolamo Morone, años más tarde, ya no obispo de Módena, destacado diplomático papal y cardenal, fue arrestado y encarcelado en Castel Sant'Angelo en Roma en 1557 acusado de haber sido demasiado débil hacia los herejes y de estar a favor de los protestantes. Sólo después de la muerte del papa Paulo IV en 1559 fue liberado, rehabilitado y posteriormente ocupó por segunda vez la sede de Módena. Posteriormente fue protagonista del Concilio de Trento y fundador del seminario diocesano.
Entre las figuras más destacadas del clero y de la diócesis de Módena destaca el sacerdote y estudioso de las cosas eclesiásticas Ludovico Antonio Muratori, autor de la monumental colección de la Rerum Italicarum Scriptores y a quien el papa Pío XII dedicó una maravillosa memoria en el segundo centenario de su muerte.
El 22 de agosto de 1855, la diócesis, que anteriormente había sido sufragánea de Ravena (siglos V-XVI) y luego desde el 10 de diciembre de 1582 de Bolonia (mediante la bula Universi orbis del papa Gregorio XIV,) fue elevada a arquidiócesis metropolitana mediante la bula Vel ab antiquis del papa Pío IX. Originalmente la provincia eclesiástica coincidía con el territorio del Ducado de Módena e incluía las diócesis de Reggio Emilia, Guastalla, Carpi y Massa Carrara. En 1926 Massa Carrara regresó a la arquidiócesis de Pisa. En diciembre de 1976 la provincia eclesiástica de Módena se amplió con las diócesis de Fidenza, Placencia y Parma.

### Sede de Nonántola
La abadía de Nonántola fue fundada por el lombardo Anselmo, cuñado del rey Astolfo, en el siglo VIII. Con la llegada a Nonántola de los restos del papa san Silvestre I y del papa Adriano III, la abadía aumentó en importancia desde el punto de vista religioso, atrayendo a numerosos peregrinos, hasta el punto de que hacia el siglo IX la abadía podía contar con 1000 monjes.
A partir de 1449 la serie de monjes abades llegó a su fin y la abadía fue confiada a abades comendatarios, en su mayoría cardenales. Entre los abades comendatarios también se encontraban Giuliano della Rovere, posteriormente elegido papa Julio II, y san Carlos Borromeo.
En enero de 1514 los benedictinos abandonaron el monasterio, que pasó a manos de los cistercienses. Las principales condiciones acordadas fueron que los monjes, con una investidura que se les había asignado, tenían la tarea de elegir a su propio abad conventual y administrar la iglesia y el monasterio, mientras que el palacio de la abadía, el patrimonio de la abadía y la jurisdicción espiritual quedaban en manos del abad comendatario.
En 1567 el cardenal Borromeo fundó el seminario de la abadía, proporcionándole personalmente 6000 escudos y redactando sus reglas; también fue el primero en establecer la obligación de visitas pastorales al territorio dependiente de la abadía. A petición del mismo cardenal, el 4 de diciembre de 1565 se celebró en la catedral de Nonántola el primer sínodo diocesano.
Del sínodo celebrado por el abad comendador Jacopo De Angelis en 1688 se desprende que el territorio dependiente de la abadía era muy extenso. Incluía más de 300 iglesias esparcidas no sólo en el territorio de Nonántola, sino también en muchas diócesis italianas (incluidas Parma, Placencia, Cremona, Pavía, Mantua, Verona, Vicenza, Treviso, Bolonia, Pistoia, Florencia, Perugia, Asís), incluidas una iglesia en Constantinopla, sin olvidar terrenos y castillos en la zona de Ravena, en la zona de Milán, en el Piamonte y cerca del lago de Garda, sobre el cual el abad ejercía jurisdicción temporal, así como diversos derechos, como los de molinos y derechos de pesca y navegación cerca del río Panaro.
En 1783 los cistercienses también abandonaron la abadía. Francesco Maria d'Este, obispo de Reggio Emilia y abad comendador, instituyó entonces un capítulo de canónigos en la catedral para sustituir al monástico. Bajo el cuidado del propio obispo, el seminario se amplió hasta albergar a casi 80 seminaristas.
Con la invasión francesa de 1797 se inició la crisis de la abadía y de la diócesis, que fue despojada de todos sus bienes. En el concordato italiano entre el gobierno francés y el papa Pío VII de 1803, la abadía nullius fue suprimida y su territorio se unió al de Módena. Sin embargo, Francesco Maria d'Este continuó gobernando la sede de Nonántola como administrador apostólico.
Una vez pasada la tormenta francesa, el duque de Módena Francisco IV pidió y obtuvo la restauración de la abadía nullius, decisión que tomó Pío VII el 15 de diciembre de 1820. La abadía nullius, territorialmente reducida a sus anteriores parroquias incluidas en el territorio del ducado, fue confiada en encomienda a los obispos pro tempore de Módena.

### Sedes unidas
El 23 de septiembre de 1902 la abadía nullius de Nonántola se convirtió en sufragánea de la arquidiócesis de Módena, a la que se unió el 1 de mayo de 1906 con el decreto Ex decreto de la Sagrada Congregación Consistorial.
El 15 de septiembre de 1984, mediante el decreto Quo aptius de la Congregación para los Obispos, cedió dos parroquias de la comuna de Toano a la diócesis de Reggio Emilia.
El 30 de septiembre de 1986, como consecuencia del decreto Instantibus votis de la Congregación para los Obispos, se estableció la unión plena de las dos sedes y el nuevo distrito eclesiástico tomó su nombre actual.
Desde el 7 de diciembre de 2020 está unida in persona episcopi a la diócesis de Carpi. El 18 de septiembre de 2024 se anunció la petición de la Santa Sede de completar la unificación entre las dos diócesis.

## Estadísticas
Según el Anuario Pontificio 2022 la arquidiócesis tenía a fines de 2021 un total de 400 230 fieles bautizados.
| Año                                                                             | Población            | Población | Población      | Sacerdotes | Sacerdotes    | Sacerdotes    | Bautizados por sacerdote | Diáconos permanentes | Religiosos | Religiosos | Parroquias |
| Año                                                                             | Bautizados católicos | Total     | % de católicos | Total      | Clero secular | Clero regular | Bautizados por sacerdote | Diáconos permanentes | Varones    | Mujeres    | Parroquias |
| ------------------------------------------------------------------------------- | -------------------- | --------- | -------------- | ---------- | ------------- | ------------- | ------------------------ | -------------------- | ---------- | ---------- | ---------- |
| 1950                                                                            | 383 519              | 383 769   | 99.9           | 438        | 352           | 86            | 875                      |                      | 105        | 935        | 225        |
| 1970                                                                            | 404 500              | 405 000   | 99.9           | 419        | 320           | 99            | 965                      |                      | 132        | 700        | 238        |
| 1980                                                                            | 405 000              | 420 000   | 96.4           | 384        | 271           | 113           | 1054                     |                      | 131        | 770        | 244        |
| 1990                                                                            | 420 000              | 430 000   | 97.7           | 333        | 245           | 88            | 1261                     | 16                   | 100        | 610        | 246        |
| 1999                                                                            | 443 200              | 444 500   | 99.7           | 301        | 220           | 81            | 1472                     | 37                   | 94         | 556        | 245        |
| 2000                                                                            | 442 500              | 443 800   | 99.7           | 293        | 219           | 74            | 1510                     | 38                   | 87         | 561        | 244        |
| 2001                                                                            | 443 520              | 445 000   | 99.7           | 284        | 212           | 72            | 1561                     | 38                   | 87         | 553        | 244        |
| 2002                                                                            | 455 000              | 458 000   | 99.3           | 275        | 197           | 78            | 1654                     | 37                   | 91         | 548        | 243        |
| 2003                                                                            | 446 300              | 448 500   | 99.5           | 262        | 189           | 73            | 1703                     | 39                   | 82         | 538        | 243        |
| 2004                                                                            | 455 000              | 462 000   | 98.5           | 260        | 184           | 76            | 1750                     | 42                   | 85         | 538        | 246        |
| 2013                                                                            | 478 374              | 515 732   | 92.8           | 239        | 182           | 57            | 2001                     | 72                   | 57         | 307        | 243        |
| 2016                                                                            | 478 350              | 566 000   | 84.5           | 219        | 167           | 52            | 2184                     | 79                   | 55         | 295        | 243        |
| 2019                                                                            | 409 530              | 511 021   | 80.1           | 225        | 175           | 50            | 1820                     | 87                   | 54         | 292        | 242        |
| 2021                                                                            | 400 230              | 511 182   | 78.3           | 205        | 166           | 39            | 1952                     | 91                   | 45         | 231        | 222        |
| Fuente: Catholic-Hierarchy, que a su vez toma los datos del Anuario Pontificio. |                      |           |                |            |               |               |                          |                      |            |            |            |

## Episcopologio

### Abades de Nonántola
- San Anselmo † (752-3 de marzo de 803 falleció)
- Pietro † (804-824)
- Ansfrido † (825-837)
- Ratperto † (838-839)
- Rotichildo † (839-842)
- Giselprando † (842-851)
- Liutefredo † (851-855)
- Leone I † (855-856)
- Pietro II † (856-865)
- Varnefrido † (865-869)
- Ragimbaldo † (869-870)
- Teodorico † (870-887)
- Landefredo † (890-895)
- Leopardo † (895-907)
- Pietro III † (907-913)
- Beato Gregorio † (913-929)[12]
- Ingelberto † (929-941)
- Gerlone † (941-947)
- Gottifredo † (947-958 circa)
- Guido[nota 2] † (959-969 circa)
- Umberto[nota 3] † (969-974 circa)
- Giovanni I Archimandrita † (982-995 circa)
- Leone II † (996-998)
- Giovanni II † (998-1000)
- Leone III † (1000-1002)
- Rodolfo I † (1002-1032)
- Rodolfo II † (1035-1053)
- Gottescalco † (1053-1059 circa)
- Landolfo I † (1060-1072)
- Damiano † (1086-1112)
- Giovanni III † (1112-1128)
- Ildebrando † (1129-1140)
- Andrea † (1140-1144 circa)
- Alberto I † (1144-1154)
- Alberto II † (1154-1178)
- Bonifacio † (1179-1201)
- Raimondo † (1201-1250 circa)
- Cirsacco † (1250-1255)
- Buonaccorso † (1255-1262)
- Landolfo II † (1263-1275)
- Guido † (1286-1309)
- Nicolò Baratti † (1309-1329)
- Bernardo † (1330-1334)
- Guglielmo † (1337-1347)
- Federico † (1347-1348)
- Diodato † (1348-1356)
- Lodovico † (1357-1361)
- Ademaro † (1363-1369)
- Tommaso de' Marzapesci † (1369-1385)
- Nicolò d'Assisi † (1386-1398)
- Batista Gozzadini † (1398-1400)
- Delfino Gozzadini † (1400-1405)
- Giangaleazzo Pepoli † (1407-1449 falleció)
- Gurone d'Este † (1449-1484 falleció)
- Giuliano della Rovere † (1484-1 de noviembre de 1503 electo papa con el nombre de Julio II)
- Galeotto Franciotti della Rovere † (1503-1505 renunció)
- Giuliano Cesarini † (1505-1 de mayo de 1510 falleció)
- Gianmatteo Sertorio † (1510-1516 renunció)
- Giangiacomo Sertorio † (1516-1527 falleció)
- Gianmatteo Sertorio † (1527-1531 renunció) (por segunda vez)
- Antonio Maria Sertorio † (1531-1550 renunció)
- Giulio Sertorio † (1550-1560 falleció)
- San Carlo Borromeo † (1560-1566 renunció)
- Gianfrancesco Bonomi † (1567-17 de octubre de 1572 nombrado obispo de Vercelli)
- Guido Ferreri † (1573-1582 renunció)
- Filippo Guastavillani † (1582-17 de agosto de 1587 falleció)
- Girolamo Mattei † (1587-8 de diciembre de 1603 falleció)
- Alessandro Mattei † (diciembre de 1603-1621 renunció)
- Ludovico Ludovisi † (1621-18 de noviembre de 1632 falleció)
- Antonio Barberini † (1632-3 de agosto de 1671 falleció)
- Jacopo Rospigliosi † (1671-2 de febrero de 1684 falleció)
  - Sede vacante (1684-1687)
- Jacopo De Angelis † (1687-15 de septiembre de 1695 falleció)
- Sebastiano Antonio Tanara † (1695-5 de mayo de 1724 falleció)
- Alessandro Albani † (1724-11 de diciembre de 1779 falleció)
- Francesco Maria d'Este † (1780-17 de mayo de 1821 falleció)
  - Sede dada «in commenda» a los obispos de Módena (1821-1906)
  - Sede unida «in perpetuo» a la arquidiócesis de Módena (1906-1986)

### Obispos y arzobispos de Módena
- Cleto †
- Dionisio †[nota 4]
- Antonino † (mencionado en 343?)
- San Geminiano I † (segunda mitad del siglo IV)[nota 5]
- Teodoro o Teodolo † (circa 395/396-antes de 423)
- Geminiano II? † (mencionado en 458)[nota 6]
- Gregorio † (482-?)
- Bassiano (Basso, Cassiano) † (antes de 501-después de 503)
- Pietro † (mencionado en 680)
- Giovanni I † (mencionado en 744)
- Lupicino o Lopicino † (mencionado en 749)
- Geminiano † (mencionado en 782)
- Gisio † (antes de 796-después de noviembre de 811)
- Martino o Marino † (circa 812)[nota 7]
- Deodato (Deusdedit) † (antes de agosto de 813-después de 828)
- Giona † (antes de 840-después de 856)
- Ernido † (antes de 861-después de septiembre de 863)
- Walperto † (antes de noviembre de 865-después de septiembre de 869)
- Leodoino † (antes de agosto de 871-después de noviembre de 892)
  - Giovanni II † (mencionado en 898) (antiobispo)
- Gamenolfo † (antes del 30 de septiembre de 898-?)
- Gotifredo † (antes de agosto de 902-después de septiembre de 933)
- Ardingo[nota 8] † (?-943 falleció)
- Guido[nota 9] † (circa 944-968)
- Ildebrando † (969-después de mayo de 993)
- Giovanni † (antes de junio de 994-después de febrero de 1001)
- Varino † (antes de abril de 1003-después de octubre de 1020)
- Ingone † (circa 1023-después de marzo de 1038)
- Uberto (Guiberto, Viberto) † (antes de febrero de 1039-después de mayo de 1054)
- Eriberto (Umberto, Erberto, Ariberto) † (circa 1054-1085 depuesto)
- Benedetto † (antes de marzo de 1086-después de mayo de 1096)
- Egidio † (1097-después de junio de 1099)
- Dodone † (1100-1134 falleció)
- Ribaldo † (1136-1148)
  - Ildebrando Grassi, Can.Reg. † (1148-1156 renunció) (administrador apostólico)
- Enrico Montecuccoli † (1156-circa 1173 falleció)
- Ugo † (1174-1179)
- Ardizio † (1179-3 de diciembre de 1194 falleció)
- Egidio Garzoni † (1194-1207 nombrado arzobispo de Ravena)
- Martino † (1207-18 de septiembre de 1221 falleció)
- Guglielmo di Savoia, O.Cart. † (mayo de 1222-21 de septiembre de 1233 renunció)
- Beato[13] Alberto Boschetti † (3 de abril de 1234-29 de febrero de 1264 falleció)
- Matteo de' Pii † (1264-7 de noviembre de 1276 falleció)
  - Sede vacante (1276-1281)
- Ardizio Conti † (23 de diciembre de 1281-1287 falleció)
- Filippo Boschetti, O.F.M. † (1287-1290 falleció)
- Jacopo † (1290-26 de mayo de 1311 falleció)
- Bonadamo Boschetti † (3 de junio de 1311-24 de enero de 1313 falleció)
- Bonincontro da Fiorano † (4 de febrero de 1313-19 de enero de 1318 falleció)
- Guido de Guisis † (1 de marzo de 1318-16 de septiembre de 1334 nombrado obispo de Concordia)
  - Rolando (Orlando) † (1329-1330 depuesto) (cismático)
- Bonifazio † (10 de mayo de 1336-6 de noviembre de 1340 nombrado obispo de Como)
- Alamanno Donati, O.F.M. † (18 de julio de 1342-4 de junio de 1352 falleció)
- Beato Aldobrandino d'Este † (18 de enero de 1353-entre noviembre de 1378 y marzo de 1379 nombrado obispo de Ferrara[14])
- Guido da Baisio † (10 de octubre de 1380-1382 o 1383 nombrado obispo de Ferrara)
- Dionisio Restani, O.S.A. † (1383-1400 falleció)
- Pietro Boiardo † (1400-24 de enero de 1401 nombrado arzobispo de Ferrara)
- Nicolò Boiardo † (24 de enero de 1401-1414 falleció)
- Carlo Boiardo † (30 de abril de 1414-1436 renunció)
- Scipione Manenti † (17 de octubre de 1436-1444 falleció)
- Giacomo Antonio della Torre † (19 de octubre de 1444-24 de septiembre de 1463 nombrado obispo de Parma)
- Delfino della Pergola † (24 de septiembre de 1463-1465 falleció)
- Nicolò Sandonnini † (7 de junio de 1465-15 de noviembre de 1479 nombrado obispo de Lucca)
- Gian Andrea Bocciazzi † (15 de noviembre de 1479-1495 falleció)
- Giambattista Ferrari † (11 de septiembre de 1495-27 de julio de 1502 falleció)
- Francesco Ferrari † (20 de julio de 1502-1507 falleció)
  - Ippolito d'Este † (1507-3 de septiembre de 1520 falleció) (administrador apostólico)
- Ercole Rangoni † (12 de septiembre de 1520-25 de agosto de 1527 falleció)
- Pirro Gonzaga † (5 de septiembre de 1527-28 de enero de 1529 falleció)
- Giovanni Gerolamo Morone † (7 de abril de 1529-23 de mayo de 1550 renunció)
- Egidio Foscarari, O.P. † (23 de mayo de 1550-23 de febrero de 1564 falleció)
- Giovanni Gerolamo Morone † (23 de febrero de 1564-16 de noviembre de 1571 renunció) (por segunda vez)
- Sisto Visdomini, O.P. † (16 de noviembre de 1571-27 de septiembre de 1590 falleció)
- Giulio Canani † (8 de febrero de 1591-27 de noviembre de 1592 falleció)
- Gaspare Silingardi † (19 de febrero de 1593-13 de julio de 1607 falleció)
- Lazaro Pellizzari, O.P. † (1 de octubre de 1607-1610 falleció)
- Pellegrino Bertacchi † (22 de marzo de 1610-22 de agosto de 1627 falleció)
- Alessandro Rangoni † (28 de febrero de 1628-25 de abril de 1640 falleció)
- Opizzone d'Este † (19 de noviembre de 1640-24 de agosto de 1645 falleció)[15]
- Roberto Fontana † (12 de junio de 1645-16 de agosto de 1654 falleció)
- Ettore Molza † (2 de agosto de 1655-2 de mayo de 1679 falleció)
- Carlo Molza, O.S.B. † (27 de noviembre de 1679-24 de diciembre de 1690 falleció)
- Ludovico Masdoni † (12 de noviembre de 1691-junio de 1716 falleció)
- Stefano Fogliani † (12 de abril de 1717-26 de junio de 1742 falleció)
- Ettore Molza † (20 de mayo de 1743-1 de enero de 1745 falleció)
- Giuliano Sabbatini, Sch.P. † (8 de marzo de 1745-3 de junio de 1757 falleció)
- Giuseppe Maria Fogliano † (19 de diciembre de 1757-18 de octubre de 1785 falleció)
- Tiburzio Cortese † (3 de abril de 1786-30 de diciembre de 1823 falleció)
- Giuseppe Emilio Sommariva † (12 de julio de 1824-7 de marzo de 1829 falleció)
- Adeodato Caleffi, O.S.B. † (5 de julio de 1830-5 de agosto de 1837 falleció)
- Luigi Reggianini † (12 de febrero de 1838-9 de enero de 1847 falleció)
- Luigi Ferrari † (3 de julio de 1848-19 de abril de 1851 falleció)
- Francesco Emilio Cugini † (18 de marzo de 1852-22 de enero de 1872 falleció)
- Giuseppe Maria Guidelli dei conti Guidi † (6 de mayo de 1872-24 de mayo de 1889 renunció[nota 10])
- Carlo Maria Borgognoni † (24 de mayo de 1889-20 de agosto de 1900 falleció)
- Natale Bruni † (17 de diciembre de 1900-14 de abril de 1926 falleció)
- Giuseppe Antonio Ferdinando Bussolari, O.F.M.Cap. † (7 de mayo de 1926-12 de diciembre de 1939 falleció)
- Cesare Boccoleri † (28 de marzo de 1940-31 de octubre de 1956 falleció)
- Giuseppe Amici † (23 de diciembre de 1956-7 de febrero de 1976 retirado)
- Bruno Foresti † (2 de abril de 1976-7 de abril de 1983 nombrado arzobispo a título personal de Brescia)
- Bartolomeo Santo Quadri † (31 de mayo de 1983-30 de septiembre de 1986 nombrado arzobispo de Módena-Nonántola)

### Arzobispos de Módena-Nonántola
- Bartolomeo Santo Quadri † (30 de septiembre de 1986-12 de abril de 1996 retirado)
- Benito Cocchi † (12 de abril de 1996-27 de enero de 2010 retirado)
- Antonio Lanfranchi † (27 de enero de 2010-17 de febrero de 2015 falleció)
- Erio Castellucci, desde el 3 de junio de 2015

### Para la sede de Módena
- (en italiano) Francesco Lanzoni, Le diocesi d'Italia dalle origini al principio del secolo VII (an. 604), vol. II, Faenza, 1927, pp. 790-793
- (en italiano) Giuseppe Cappelletti, Le Chiese d'Italia dalla loro origine sino ai nostri giorni, Venecia, 1859, vol. XV, pp. 193-331
- (en latín) Pius Bonifacius Gams, Series episcoporum Ecclesiae Catholicae, Leipzig, 1931, pp. 757-759
- (en latín) Konrad Eubel, Hierarchia Catholica Medii Aevi, vol. 1, p. 353; vol. 2, pp. 197-198; vol. 3, p. 252; vol. 4, p. 250; vol. 5, p. 277; vol. 6, p. 298

### Para la sede de Nonántola
- (en italiano) Gaetano Montagnani, Storia dell'augusta badia di S. Silvestro di Nonantola, Módena, 1838
- (en italiano) Giuseppe Cappelletti, Le Chiese d'Italia dalla loro origine sino ai nostri giorni, Venecia, 1859, vol. XV, pp. 332-358